# Ferdinand Štolfa
Ferdinand Štolfa, slovenski ladijski konstruktor, * 7. marec 1828, Trst, † 27. marec 1890, Trst.
Leta 1852 je v Trstu diplomiral na Vojaški pomorski akademiji. Končal je tudi tehniški študij na Univerzi v Gradcu in bil vključen v avstrijsko vojno mornarico kot inženir konstruktor v ladjedelski stroki. Do leta 1882 je napredoval do višjega inženirja ladjedelstva.